# ハリー・マーシャル・ウォード

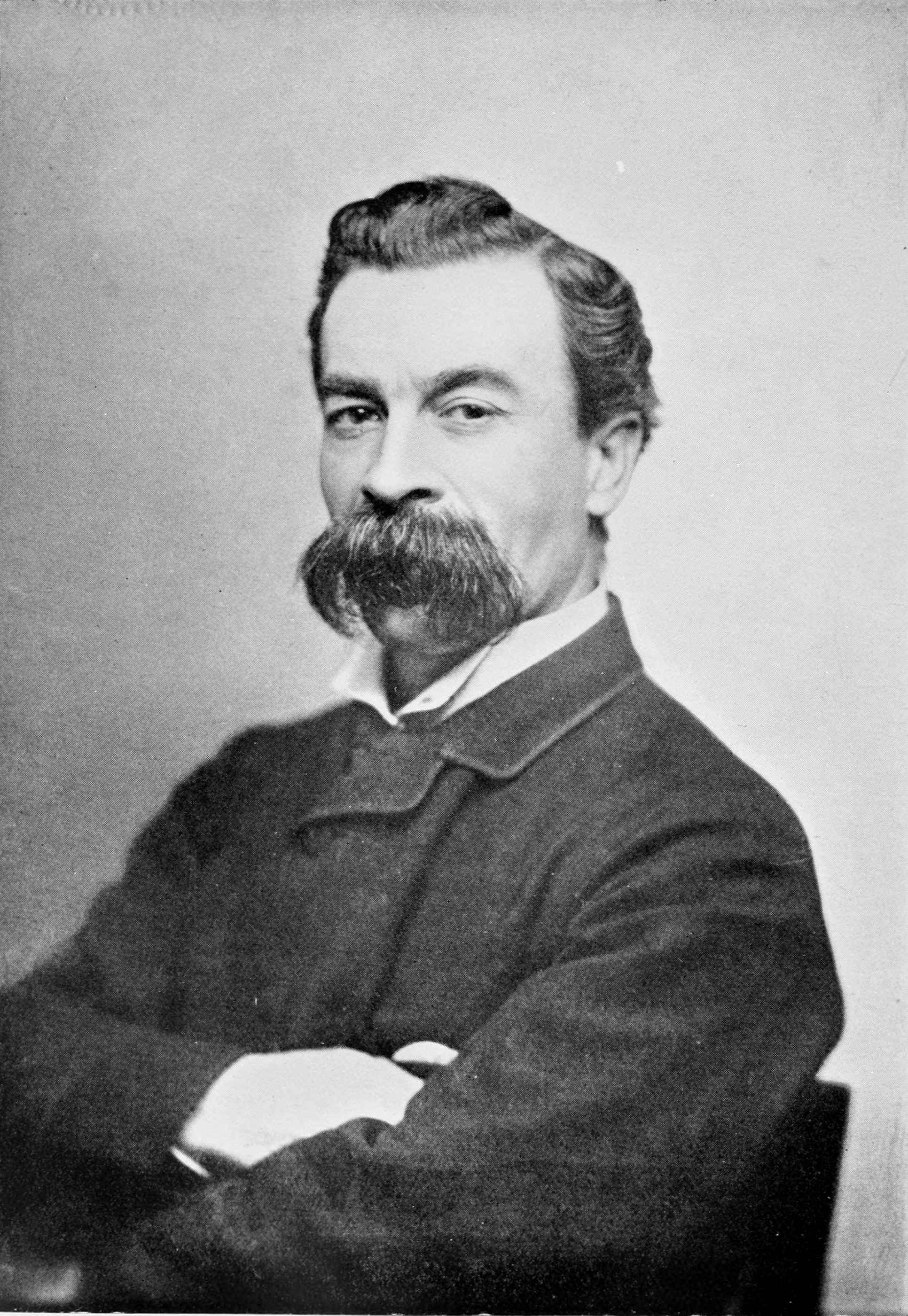
ハリー・マーシャル・ウォード

ハリー・マーシャル・ウォード（Harry Marshall Ward、FRS, FLS, 1854年3月21日 – 1906年8月26日）はイギリスの植物学者、菌類学者、植物病理学者である。

## 人物・生涯
イングランド西部のヘレフォードに生まれた。トマス・ヘンリー・ハクスリーが教えていたサウスケンジントンの公立夜間学校、「学芸局」(Science and Art Department)で学んだ後、1875年にマンチェスター大学のオーウェン・カレッジ、1876年からケンブリッジ大学のクライスト・カレッジで学んだ。ケンブリッジ大学の学資は学芸局で共に学んだ裕福なユダヤ人のルイス・ルーカスが負担した。ウォードは当時イギリスよりも植物病理学で進んでいたドイツのユリウス・フォン・ザックスとアントン・ド・バリーからも教えを受けた。
指導を受けた、ウィリアム・ターナー・シセルトン＝ダイアーの推薦によって、1880年から1882年まで、セイロンの植民地政府に雇われて、セイロンのコーヒー栽培に影響を与えていたコーヒーサビ病の研究を行った。コーヒーの品種の多様化や、農園間に森林を設けて、感染を防ぐことを進めようとしたが、農園主たちは、島の環境を破壊し、単一のコーヒー品種を植えていたため、サビ病を防ぐことはできなかった。
1883年にイギリスに戻り、オーウェン・カレッジの助講師となり、結婚した。1885年にロイヤル・インド工学カレッジ（Royal Indian. Engineering College、現在ではブリネル大学の一部となった）の林学部の植物学の教授となった。
シセルトン＝ダイアーの推薦で1886年にロンドン・リンネ協会のフェローに選ばれ、翌年には王立園芸協会のフェローにも選ばれた。1889年には王立協会フェローに選ばれ、同協会から1890年にクルーニアン・メダル、1893年にロイヤル・メダルを受賞。1900年から1901年の間、イギリス菌学会の会長も務めた。
1895年にケンブリッジ大学の植物学の教授となり、植物学の教育環境の整備に貢献した。
息子のフランク・キングドン＝ウォード（英: Frank Kingdon-Ward）はチベット奥地やビルマ北部で多くの植物採集をおこなった植物学者となった。

## 著作
- Timber and some of its diseases. London: Macmillan, 1889.
- The Oak : a popular introduction to forest-botany. London: Kegan Paul, 1892.
- Disease in plants. London: Macmillan, 1901.
- Grasses. A handbook for use in the field and the laboratory. 1901.
- Trees : a handbook of forest botany for the woodlands and the laboratory. Vol.1, Buds and twigs. Cambridge: Cambridge University Press, 1910.